# Харбург (район)
Харбург (нем. Harburg) — район в Германии. Центр района — город Винзен. Район входит в землю Нижняя Саксония. Занимает площадь 1244,64 км². Население — 241 827 чел. Плотность населения 194 человека/км².
Официальный код района — 03 3 53.
Район подразделяется на 42 общины.

## Города и общины
1. Бухгольц-ин-дер-Нордхайде (37 751)
2. Ной-Вульмсторф (20 355)
3. Розенгартен (13 239)
4. Зеветаль (41 355)
5. Штелле (10 984)
6. Винзен (32 757)

### Управление Эльбмарш
1. Драге (3 651)
2. Маршахт (3 569)
3. Теспе (4 000)

### Управление Ханштедт
1. Азендорф (1 803)
2. Браккель (1 669)
3. Эгесторф (2 402)
4. Ханштедт (4 760)
5. Марксен (1 273)
6. Ундело (928)

### УправлениеХолленштедт
1. Аппель (1 929)
2. Дрештедт (745)
3. Хальфесбостель (752)
4. Холленштедт (3 066)
5. Мойсбург (1 784)
6. Регесбостель (1 042)
7. Венцендорф (1 271)

### УправлениеЙестебург
1. Бендесторф (2 251)
2. Хармсторф (923)
3. Йестебург (7 202)

### УправлениеЗальцхаузен
1. Айендорф (1 199)
2. Гарльсторф (1 075)
3. Гарштедт (1 430)
4. Гёденсторф (968)
5. Зальцхаузен (4 374)
6. Топпенштедт (2 123)
7. Фирхёфен (974)
8. Вульфзен (1 611)

### УправлениеТоштедт
1. Дорен (982)
2. Хандело (2 450)
3. Хайденау (2 109)
4. Какенсторф (1 373)
5. Кёнигсмор (659)
6. Оттер (1 510)
7. Тоштедт (13 367)
8. Велле (1 250)
9. Виштедт (1 684)